# Бавария (футбольный клуб, Хоф, 2005)
«Бава́рия» (нем. SpVgg Bayern Hof) — немецкий футбольный клуб из Хофа.
Образован 1 июля 2005 года в результате слияния двух футбольных клубов из города Хоф — «Бавария» (нем. FC Bayern Hof) и «Хоф» (нем. SpVgg Hof), позаимствовав у каждого из них часть названия. Кроме футбола, в клубе есть секция лёгкой атлетики и женская секция гимнастики (от «Хофа»), а также секции бокса и вокала (от «Баварии»).

## История
Клуб «Хоф» (SpVgg Hof) сформировался в 1893 году как отделение гимнастического клуба «Хоф» (TV Hof), основанного в 1863 году.
Клуб Ballspielclub Hof появился 1 июня 1910 года; через год он был переименован в Britannia Hof. В 1913 году объединился с клубами FC Roland Hof и FC Phoenix Hof, новая команда получила название «Бавария» (FC Bayern Hof).
В 1969 году «Бавария» из Хофа стала первым немецким клубом, сыгравшим с израильской командой. Матч баварцев с «Хапоэль Нахария» судил Абрахам Кляйн (Abraham Klein, ивр. אברהם קליין‎), работавший на мировых первенствах 1970, 1978 и 1982 годов.